# Highley
Highley is een civil parish in het bestuurlijke gebied Shropshire, in het Engelse graafschap Shropshire. De plaats heeft een station van de toeristische spoorweg Severn Valley Railway. Deze lijn vervoerde tot in de tweede helft van de twintigste eeuw steenkool, die in de kolenmijn bij Highley werd gewonnen.

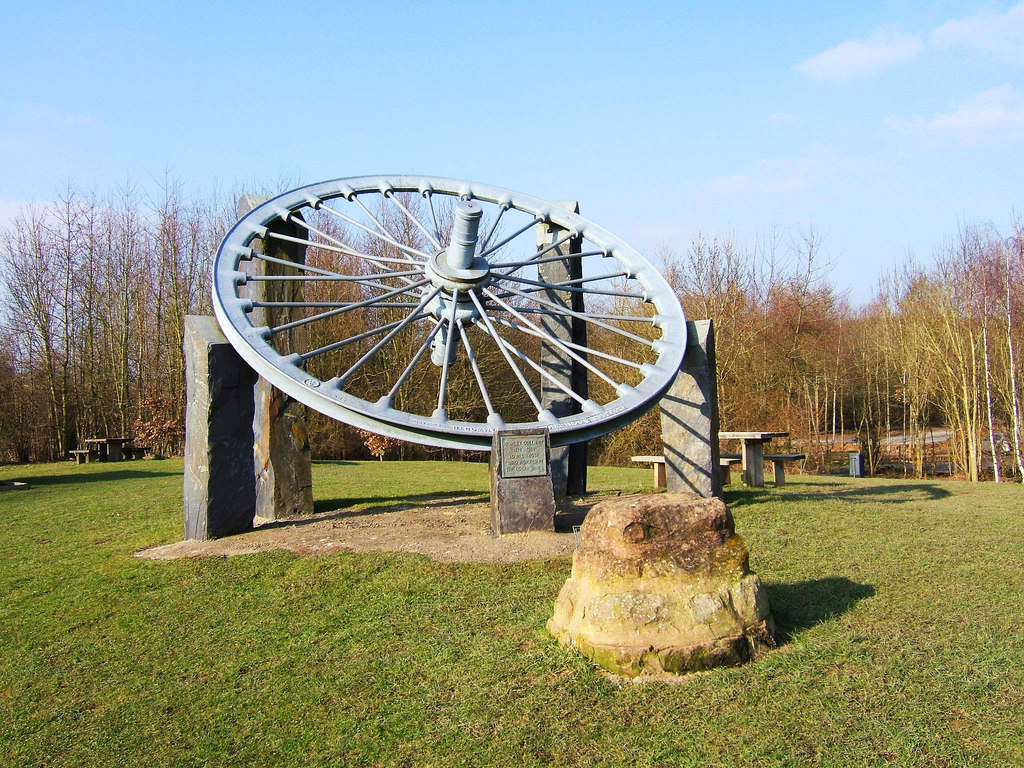
Monument ter herinnering aan de kolenmijnen